# Batalha de Loudoun Hill
Batalha de Loudoun Hill foi uma batalha travada em maio de 1307 entre uma força escocesa liderada pelo rei Robert Bruce e os ingleses comandados por Aymer de Valence, conde de Pembroke. Aconteceu sob Loudoun Hill, em Ayrshire, e terminou em vitória para o rei Robert. Foi a primeira grande vitória militar do rei. O campo de batalha está atualmente em pesquisa para ser incluído no Inventário de Campos de Batalha Históricos na Escócia e protegido pela Escócia Histórica sob a Política de Meio Ambiente Histórico Escocês de 2009. A batalha também é retratada no filme histórico de ação e drama de 2018, Outlaw King. 

## Um fugitivo real
O rei Robert Bruce e Valence se conheceram em combate no ano anterior, na Batalha de Methven, nos arredores de Perth, onde o ataque furtivo noturno de Valence levou o rei à beira do desastre. O exército de Robert praticamente se desintegrou sob o ataque rápido de Valence, com muitos dos principais apoiadores do rei caindo em batalha ou sendo executados como prisioneiros. O que restou de sua força foi atacado pela segunda vez logo depois pelos Macdougalls de Lorn, aliados dos ingleses, na Batalha de Dalrigh. Como força militar organizada, o exército da Escócia deixou de existir, e o rei assumiu a condição de fugitivo.
Por um tempo, ele se refugiou no Castelo Dunaverty, próximo de Mull of Kintyre, mas com seus inimigos se aproximando mais uma vez, ele procurou refúgio na Ilha Rathlin, perto da costa de Ulster, segundo alguns, e nas Ilhas Orkney, segundo outras fontes. 

## Rei Robert Bruce retorna
Em fevereiro de 1307, o rei Robert cruzou da ilha de Arran, no Firth of Clyde, para seu próprio condado de Carrick, em Ayrshire, pousando perto de Turnberry, onde sabia que a população local seria simpática, mas onde todas as fortalezas eram mantidas pelos ingleses. Ele atacou a cidade de Turnberry, onde muitos soldados ingleses estavam guarnecidos, causando muitas mortes e ganhando uma quantidade substancial de saques. Um pouso similar de seus irmãos Thomas e Alexander em Galloway acabou em desastre às margens do Loch Ryan, nas mãos de Dungal MacDouall, o principal adepto de Balliol na região. O exército de Thomas e Alexander foi destruído e eles foram enviados como cativos para Carlisle, onde foram executados mais tarde por ordem de Eduardo I. O rei Robert estabeleceu-se na região montanhosa de Carrick e Galloway. 
Robert aprendeu bem a lição proferida em Methven: nunca mais se permitiria ser preso por um inimigo mais forte. Sua maior arma era o conhecimento íntimo do campo escocês, que ele usava como vantagem. Além de fazer bom uso das defesas naturais do país, ele garantiu que sua força fosse o mais móvel possível. Robert estava agora plenamente consciente de que ele raramente poderia esperar tirar o melhor dos ingleses em uma batalha aberta. Seu exército era frequentemente fraco em número e mal equipado. Seria melhor usado em pequenos ataques de golpe e corrida, permitindo o melhor uso de recursos limitados. Ele manteria a iniciativa e impediria que o inimigo aumentasse sua força superior. Sempre que possíveis colheitas seriam destruídas e os animais removidos do caminho do avanço do inimigo, negando-lhe novos suprimentos e forragem para os pesados cavalos de guerra. Mais importante ainda, Robert reconheceu a natureza sazonal das invasões inglesas, que varreram o país como marés de verão, apenas para se retirar antes do início do inverno. 

## Loudoun Hill

Mapa de Batalha de Loudoun Hill

O rei Robert conquistou seu primeiro pequeno sucesso em Glen Trool, onde emboscou uma força inglesa liderada por Aymer de Valence, atacando de cima com pedras e arqueiros, levando o inimigo a grandes perdas. Ele então passou pelos pântanos de Dalmellington até Muirkirk, aparecendo no norte de Ayrshire no início de maio, onde seu exército foi fortalecido por novos recrutas. Nesse local ele logo encontrou Aymer de Valence, comandando a principal força inglesa na área. Ao se preparar para encontrá-lo, ele assumiu posição no dia 10 de maio, na planície ao sul da colina de Loudoun, com cerca de 500 metros de largura e delimitada de ambos os lados por abismos profundos.
Robert examinou o chão e fez os preparativos necessários.    
A única abordagem de Valence foi pela estrada através do pântano, onde as valas paralelas que os homens do rei cavaram para fora do pântano restringiram seu espaço para o destacamento com as valas na frente dos escoceses, impedindo-o ainda mais, neutralizando efetivamente sua vantagem em número. Valence foi forçado a atacar ao longo de uma frente estreitamente contraída em direção às lanças inimigas que o esperavam. Foi uma batalha remanescente em alguns aspectos da Ponte Stirling, com o mesmo efeito de "filtragem" em ação. 
Uma carga frontal pelos cavaleiros ingleses foi interrompida pela milícia dos lanceiros do rei Robert, que efetivamente massacrou os cavaleiros ingleses em terreno desfavorável. A milícia logo derrotou os cavaleiros. Quando os lanceiros do rei pressionaram os cavaleiros ingleses desorganizados, eles lutaram com tanto vigor que as fileiras da retaguarda começaram a fugir em pânico. Cem ou mais homens foram mortos na batalha. Aymer de Valence conseguiu escapar da carnificina e fugiu para a segurança do castelo de Bothwell. 
Três dias após a Batalha de Loudoun Hill, o rei Robert derrotou outra força inglesa sob o conde de Gloucester. 